# Bekzad Nurdauletov
Bekzad Nurdauletov est un boxeur kazakh né le 10 avril 1998.

## Carrière
Sa carrière amateur est principalement marquée par une médaille d'or remportée aux championnats du monde 2019 dans la catégorie poids mi-lourds.

## Palmarès

### Championnats du monde
- Médaille d'or en -81 kg en 2019 à Iekaterinbourg, Russie